# Házená na Letních olympijských hrách 2004

## Turnaj mužů
| Zlato   | Chorvatsko (CRO) |
| Stříbro | Německo (GER)    |
| Bronz   | Rusko (RUS)      |

Turnaj se odehrál v rámci XXVIII. olympijské hry ve dnech 14. - 29. srpna 2004 v Aténách.
Turnaje se zúčastnilo 12 mužstev, rozdělených do dvou šestičlenných skupin, z nichž první čtyři postoupily do play off, kde se hrálo o medaile. Týmy, které skončily ve skupině na pátém a šestém místě, hrály o umístění. Olympijským vítězem se stalo mužstvo Chorvatska.

### Skupina A
|    |             | CRO   | ESP   | KOR   | RUS   | ISL   | SLO   | V | R | P | Skóre   | B  |
| 1. | Chorvatsko  | ***   | 30:22 | 29:26 | 26:25 | 34:30 | 27:26 | 5 | 0 | 0 | 146:129 | 10 |
| 2. | Španělsko   | 22:30 | ***   | 31:30 | 29:26 | 31:23 | 41:28 | 4 | 0 | 1 | 154:137 | 8  |
| 3. | Jižní Korea | 26:29 | 30:31 | ***   | 35:32 | 34:30 | 23:26 | 2 | 0 | 3 | 148:148 | 4  |
| 4. | Rusko       | 25:26 | 26:29 | 32:35 | ***   | 34:30 | 28:25 | 2 | 0 | 3 | 145:145 | 4  |
| 5. | Island      | 30:34 | 23:31 | 30:34 | 30:34 | ***   | 30:25 | 1 | 0 | 4 | 143:158 | 2  |
| 6. | Slovinsko   | 26:27 | 28:41 | 26:23 | 25:28 | 25:30 | ***   | 1 | 0 | 4 | 130:149 | 2  |

 Španělsko -  Jižní Korea 31:30 (17:12)
14. srpna 2004 (9:30) – Atény
 Rusko -  Slovinsko 28:25 (16:13)
14. srpna 2004 (14:30) – Atény
 Chorvatsko -  Island 34:30 (16:12)
14. srpna 2004 (19:30) – Atény
 Jižní Korea -  Rusko 35:32 (16:16)
16. srpna 2004 (9:30) – Atény
 Chorvatsko -  Slovinsko 27:26 (13:10)
16. srpna 2004 (11:30) – Atény
 Španělsko -  Island 31:23 (13:12)
16. srpna 2004 (14:30) – Atény
 Chorvatsko -  Jižní Korea 29:26 (12:10)
18. srpna 2004 (9:30)– Atény
 Island -  Slovinsko 30:25 (10:10)
18. srpna 2004 (11:30)– Atény
 Španělsko -  Rusko 29:26 (11:11)
18. srpna 2004 (19:30) – Atény
 Jižní Korea -  Island 34:30 (16:13)
20. srpna 2004 (9:30) – Atény
 Španělsko -  Slovinsko 41:28 (18:15)
20. srpna 2004 (11:30) – Atény
 Chorvatsko -  Rusko 26:25 (10:14)
20. srpna 2004 (19:30) – Atény
 Slovinsko -  Jižní Korea 26:23 (12:11)
22. srpna 2004 (9:30) – Atény
 Chorvatsko -  Španělsko 30:22 (15:9)
22. srpna 2004 (11:30) – Atény
 Rusko -  Island 34:30 (17:11)
22. srpna 2004 (19:30) – Atény

### Skupina B
|    |          | FRA   | HUN   | GER   | GRE   | BRA   | EGY   | V | R | P | Skóre   | B  |
| 1. | Francie  | ***   | 26:23 | 27:22 | 29:25 | 31:17 | 22:21 | 5 | 0 | 0 | 135:108 | 10 |
| 2. | Maďarsko | 23:26 | ***   | 30:29 | 26:22 | 20:19 | 33:28 | 4 | 0 | 1 | 132:124 | 8  |
| 3. | Německo  | 22:27 | 29:30 | ***   | 28:18 | 34:21 | 26:14 | 3 | 0 | 2 | 139:110 | 6  |
| 4. | Řecko    | 25:29 | 22:26 | 18:28 | ***   | 26:22 | 26:25 | 2 | 0 | 3 | 117:130 | 4  |
| 5. | Brazílie | 17:31 | 19:20 | 21:34 | 22:26 | ***   | 26:22 | 1 | 0 | 4 | 105:133 | 2  |
| 6. | Egypt    | 21:22 | 28:33 | 14:26 | 25:26 | 22:26 | ***   | 0 | 0 | 5 | 110:133 | 0  |

 Maďarsko -  Egypt 33:28 (16:15)
14. srpna 2004 (11:30) – Atény
 Německo -  Řecko 28:18 (15:8)
14. srpna 2004 (16:30) – Atény
 Francie -  Brazílie 31:17 (14:6)
14. srpna 2004 (21:30) – Atény
 Francie -  Řecko 29:25 (15:15)
16. srpna 2004 (16:30) – Atény
 Maďarsko -  Brazílie 20:19 (10:10)
16. srpna 2004 (19:30) – Atény
 Německo -  Egypt 26:14 (14:5)
16. srpna 2004 (21:30) – Atény
 Francie -  Maďarsko 26:23 (9:10)
18. srpna 2004 (14:30) – Atény
 Řecko -  Egypt 26:25 (18:10)
18. srpna 2004 (16:30) – Atény
 Německo -  Brazílie 34:21 (18:12)
18. srpna 2004 (21:30) –Atény
 Řecko -  Brazílie 26:22 (13:9)
20. srpna 2004 (14:30) – Atény
 Maďarsko -  Německo 30:29 (17:14)
20. srpna 2004 (16:30) – Atény
 Francie -  Egypt 22:21 (11:13)
20. srpna 2004 (21:30) – Atény
 Francie -  Německo 27:22 (11:12)
22. srpna 2004 (14:30) – Atény
 Maďarsko -  Řecko 26:22 (12:12)
22. srpna 2004 (16:30) –Atény
 Brazílie -  Egypt 26:22 (10:11)
22. srpna 2004 (21:30) – Atény

### Čtvrtfinále
Maďarsko -  Jižní Korea 30:25 (14:13)
24. srpna 2004 (14:30) – Atény
 Chorvatsko -  Řecko 33:27 (19:11)
24. srpna 2004 (16:30) – Atény
 Německo -  Španělsko 30:30ts (15:16 - 1p27:27, 2p28:28 - 2:4ts)
24. srpna 2004 (19:30) – Atény
 Rusko -  Francie 26:24 (13:14)
24. srpna 2004 (21:30) – Atény

### Semifinále
Chorvatsko -  Maďarsko 33:31 (18:16)
27. srpna 2004 (14:30) – Atény
 Německo -  Rusko 21:15 (9:10 )
27. srpna 2004 (16:30) – Atény

### Finále
Chorvatsko -  Německo 26:24 (11:12)
29. srpna 2004 (16:45) – Atény

### O 3. místo
Rusko -  Maďarsko 28:26 (13:10)
28. srpna 2004 (21:30) – Atény

### O 5. - 8. místo
Francie -  Španělsko 29:27 (11:13)
27. srpna 2004 (9:30) – Atény
 Řecko -  Jižní Korea 29:24 (16:9)
27. srpna 2004 (11:30) – Atény

### O 5. místo
Francie -  Řecko 33:15 (17:7)
28. srpna 2004 (19:30) – Atény

### O 7. místo
Španělsko -  Jižní Korea 31:24 (12:11)
28. srpna 2004 (14:30) – Atény

### O 9. místo
Island -  Brazílie 29:25 (13:11)
24. srpna 2004 (11:30) – Atény

### O 11. místo
Slovinsko -  Egypt 30:24 (11:13)
24. srpna 2004 (9:30) – Atény

### Soupisky
1.  Chorvatsko
| - Venio Losert - Vlado Šola - Valter Matošević - Nikša Kaleb - Ivano Balić | - Blaženko Lacković - Vedran Zrnić - Igor Vori - Davor Dominiković - Mirza Džomba | - Drago Vuković - Slavko Goluža - Goran Šprem - Denis Špoljarić - Petar Metličić |

2.  Německo
| - Henning Fritz - Christian Ramota - Pascal Hens - Mark Dragunski - Stefan Kretzschmar | - Jan Olaf Immel - Christian Schwarzer - Klaus-Dieter Petersen - Volker Zerbe - Markus Baur | - Christian Zeitz - Torsten Jansen - Daniel Stephan - Florian Kehrmann |

3.  Rusko
| - Andrej Lavrov - Alexey Kostygov - Vitali Ivanov - Oleg Kuleshov - Denis Krivoshlykov | - Alexandre Tuchkin - Vasily Kudinov - Pavel Bashkin - Dmitri Torgovanov - Alexander Gorbatikov | - Alexey Rastvortsev - Viatcheslav Gorpichin - Sergey Pogorelov - Mikhail Chipurin - Eduard Kokcharov |

### Konečné pořadí
| XXVIII. | Olympijské hry | Z | V | R | P | Skóre    | B  |
| ------- | -------------- | - | - | - | - | -------- | -- |
| 1.      | Chorvatsko     | 8 | 8 | 0 | 0 | 238: 211 | 16 |
| 2.      | Německo        | 8 | 4 | 1 | 3 | 214: 181 | 9  |
| 3.      | Rusko          | 8 | 4 | 0 | 4 | 214: 216 | 8  |
| 4.      | Maďarsko       | 8 | 5 | 0 | 3 | 219: 210 | 10 |
| 5.      | Francie        | 8 | 7 | 0 | 1 | 221: 176 | 14 |
| 6.      | Řecko          | 8 | 3 | 0 | 5 | 188: 220 | 6  |
| 7.      | Španělsko      | 8 | 5 | 1 | 2 | 242: 220 | 11 |
| 8.      | Jižní Korea    | 8 | 2 | 0 | 6 | 221: 238 | 4  |
| 9.      | Island         | 6 | 2 | 0 | 4 | 172: 183 | 4  |
| 10.     | Brazílie       | 6 | 1 | 0 | 5 | 130: 162 | 2  |
| 11.     | Slovinsko      | 6 | 2 | 0 | 4 | 160: 173 | 4  |
| 12.     | Egypt          | 6 | 0 | 0 | 6 | 134: 163 | 0  |

## Turnaj žen
| Zlato   | Dánsko (DEN)      |
| Stříbro | Jižní Korea (KOR) |
| Bronz   | Ukrajina (UKR)    |

Turnaj se odehrál v rámci XXVIII. olympijské hry ve dnech 14. - 29. srpna 2004 v Aténách.
Turnaje se zúčastnilo 10 družstev, rozdělených do dvou pětičlenných skupin, z nichž první čtyři postoupily do play off, kde se hrálo o medaile. Týmy, které skončily ve skupině na pátém místě, hrály o umístění. Olympijským vítězem se stalo družstvo Dánska.

### Skupina A
|    |          | UKR   | HUN   | CHN   | BRA   | GRE   | V | R | P | Skóre  | B |
| 1. | Ukrajina | ***   | 23:22 | 26:21 | 21:19 | 29:20 | 4 | 0 | 0 | 99:82  | 8 |
| 2. | Maďarsko | 22:23 | ***   | 28:24 | 35:26 | 33:20 | 3 | 0 | 1 | 118:93 | 6 |
| 3. | Čína     | 21:26 | 24:28 | ***   | 28:23 | 33:13 | 2 | 0 | 2 | 106:90 | 4 |
| 4. | Brazílie | 19:21 | 26:35 | 23:28 | ***   | 29:21 | 1 | 0 | 3 | 97:105 | 2 |
| 5. | Řecko    | 20:29 | 20:33 | 13:33 | 21:29 | ***   | 0 | 0 | 4 | 74:124 | 0 |

 Maďarsko -  Čína 28:24 (17:11)
15. srpna 2004 (14:30) – Atény
 Brazílie -  Řecko 29:21 (14:8)
15. srpna 2004 (16:30) –Atény
 Ukrajina -  Čína 26:21 (15:10)
17. srpna 2004 (14:30) – Atény
 Maďarsko -  Řecko 33:20 (15:9)
17. srpna 2004 (16:30) – Atény
 Čína -  Řecko 33:13 (15:6)
19. srpna 2004 (16:30) – Atény
 Ukrajina -  Brazílie 21:19 (11:10)
19. srpna 2004 (19:30) – Atény
 Ukrajina -  Řecko 29:20 (15:10)
21. srpna 2004 (16:30) – Atény
 Maďarsko -  Brazílie 35:26 (19:14)
21. srpna 2004 (21:30) – Atény
 Čína -  Brazílie 28:23 (11:13)
23. srpna 2004 (16:30) – Atény
 Ukrajina -  Maďarsko 23:22 (8:12)
23. srpna 2004 (19:30) – Atény

### Skupina B
|    |             | KOR   | DEN   | FRA   | ESP   | ANG   | V | R | P | Skóre   | B |
| 1. | Jižní Korea | ***   | 29:29 | 30:23 | 36:21 | 40:30 | 3 | 1 | 0 | 135:103 | 7 |
| 2. | Dánsko      | 29:29 | ***   | 35:26 | 23:21 | 38:22 | 3 | 1 | 0 | 125:98  | 7 |
| 3. | Francie     | 23:30 | 26:35 | ***   | 27:20 | 29:21 | 2 | 0 | 2 | 105:106 | 4 |
| 4. | Španělsko   | 21:36 | 21:23 | 20:27 | ***   | 24:24 | 0 | 1 | 3 | 86:110  | 1 |
| 5. | Angola      | 30:40 | 22:38 | 21:29 | 24:24 | ***   | 0 | 1 | 3 | 97:131  | 1 |

 Španělsko -  Angola 24:24 (14:10)
15. srpna 2004 (19:30) – Atény
 Dánsko -  Francie 35:26 (16:11)
15. srpna 2004 (21:30) – Atény
 Jižní Korea -  Dánsko 29:29 (14:13)
17. srpna 2004 (19:30) – Atény
 Francie -  Španělsko 27:20 (13:10)
17. srpna 2004 (21:30) – Atény
 Jižní Korea -  Angola 40:30 (19:12)
19. srpna 2004 (14:30) – Atény
 Dánsko -  Španělsko 23:21 (14:8)
19. srpna 2004 (21:30) – Atény
 Francie -  Angola 29:21 (12:6)
21. srpna 2004 (14:30) – Atény
 Jižní Korea -  Španělsko 36:21 (20:7)
21. srpna 2004 (19:30) – Atény
 Jižní Korea -  Francie 30:23 (18:13)
23. srpna 2004 (14:30) – Atény
 Dánsko -  Angola 38:22 (19:8)
23. srpna 2004 (21:30) – Atény

### Čtvrtfinále
Ukrajina -  Španělsko 25:23 (12:9)
26. srpna 2004 (14:30) – Atény
 Francie -  Maďarsko 25:23 (10:13)
26. srpna 2004 (16:30) – Atény
 Jižní Korea -  Brazílie 26:24 (16: 9)
26. srpna 2004 (19:30) – Atény
 Dánsko -  Čína 32:28 (18:14)
26. srpna 2004 (21:30) – Atény

### Semifinále
Jižní Korea -  Francie 32:31 (15:15)
27. srpna 2004 (19:30) – Atény
 Dánsko -  Ukrajina 29:20 (13:11)
27. srpna 2004 (21:30) – Atény

### Finále
Dánsko -  Jižní Korea 34:34ts (14:14 - 1p 25:25, 2p29:29 - 4:2ts)
29. srpna 2004 (10:45) – Atény

### O 3. místo
Ukrajina -  Francie 21:18 (10:10)
28. srpna 2004 (16:30) – Atény

### O 5. - 8. místo
Španělsko -  Čína 27:23 (16:10)
28. srpna 2004 (9:30) – Atény
 Maďarsko -  Brazílie 36:31 (17:14)
28. srpna 2004 (11:30) – Atény

### O 5. místo
Maďarsko -  Španělsko 38:29 (22:15)
29. srpna 2004 (14:30) – Atény

### O 7. místo
Brazílie -  Čína 26:25 (13:10)
29. srpna 2004 (8:30) – Atény

### O 9. místo
Angola -  Řecko 38:23 (18:11)
26. srpna 2004 (12:30) – Atény

### Soupisky
1.  Dánsko
| - Louise Bager Nørgaard - Rikke Skov - Henriette Mikkelsen - Mette Vestergaard - Rikke Hørlykke | - Camilla Thomsen - Karin Mortensen - Lotte Kiærskou - Trine Jensen - Katrine Fruelund | - Rikke Petersen-Schmidt - Kristine Andersen - Karen Brødsgaard - Line Daugaard - Josephine Touray |

2.  Korea
| - Oh Yong-Ran - Woo Sun-Hee - Huh Soon-Young - Lee Gong-Joo - Jang So-Hee | - Kim Hyun-Ok - Kim Cha-Youn - Oh Seong-Ok - Huh Young-Sook - Moon Kyeong-Ha | - Lim O-Kyeong - Lee Sang-Eun - Myoung Bok-Hee - Choi Im-jeong - Moon Pil-Hee |

3.  Ukrajina
| - Nataliya Borysenko - Ganna Burmystrova - Tetyana Shynkarenko - Maryna Vergelyuk - Olena Yatsenko | - Ganna Siukalo - Olena Radchenko - Olena Tsygitsa - Galyna Markushevska - Lyudmyla Shevchenko | - Iryna Honcharova - Nataliya Lyapina - Anastasiya Borodina - Larysa Zaspa - Oxana Rayhel |

### Konečné pořadí
| XXVIII. | Olympijské hry | Z | V | R | P | Skóre   | B  |
| ------- | -------------- | - | - | - | - | ------- | -- |
| 1.      | Dánsko         | 7 | 5 | 2 | 0 | 220:180 | 12 |
| 2.      | Jižní Korea    | 7 | 5 | 2 | 0 | 227:192 | 12 |
| 3.      | Ukrajina       | 7 | 6 | 0 | 1 | 165:152 | 12 |
| 4.      | Francie        | 7 | 3 | 0 | 4 | 179:182 | 6  |
| 5.      | Maďarsko       | 7 | 5 | 0 | 2 | 215:178 | 10 |
| 6.      | Španělsko      | 7 | 1 | 1 | 5 | 165:196 | 3  |
| 7.      | Brazílie       | 7 | 2 | 0 | 5 | 178:192 | 4  |
| 8.      | Čína           | 7 | 2 | 0 | 5 | 182:175 | 4  |
| 9.      | Angola         | 5 | 1 | 1 | 3 | 135:154 | 3  |
| 10.     | Řecko          | 5 | 0 | 0 | 5 | 97:162  | 0  |